# Шибеник (фільм, 1917)
Шибеник (англ. The Varmint) — американська кінокомедія режисера Вільяма Десмонда Тейлора 1917 року.

## У ролях
- Джек Пікфорд — Джон Стовер
- Луїз Хафф — Лаура
- Теодор Робертс — Роман
- Генрі Малверн — МакКарті
- Мілтон Шуманн
- Моріс Кессел — Шейенн Бакстер
- Максфілд Стенлі — Док МакНудер
- Роберт Гордон — Теннессі Шад
- Едвард Седжвік — Батсі Вайт
- Том Бейтс — Ел